# ホンダ・VTR1000F
VTR1000F（ブイティーアールせんエフ）は、本田技研工業が1997年より2007年まで生産・販売していた、996 ccのVツインエンジンを搭載したオートバイ。日本での名称はFIRE STORM（ファイアーストーム）。1997年から2003年まで日本でも販売が行われたが、それ以降は輸出専用車となり、2007年に生産が終了した。

## 概要
教習所での大型二輪講習の解禁（1996年9月）により、大型バイクの需要が見込まれること。そして、モーターサイクルの楽しみ方が多様化する情勢を踏まえて、当オートバイは開発された。
ホンダ初の大型Vツインエンジンを搭載したスポーツバイクであり、「絶対的な速さや性能を追求するのではなく、ツインエンジンらしい低回転域での鼓動感や、高回転域でのパンチの効いた加速感でオートバイの楽しみを演出する」というコンセプトの下に開発された。
これらのコンセプトは1986年のドイツ、ホンダヨーロッパ研究所にまでさかのぼる。
同所では、VT1100のエンジンを搭載したプロトタイプなどを用いてその可能性を検討していた。しかし、ドゥカティやモト・グッツィなどのツインエンジンを搭載するオートバイが多数存在した欧州と比較し、当時の日本ではツインスポーツバイクは一般的ではなかったため、この計画は一度凍結されることとなった。
その後、このプロジェクトは1994年にアメリカで再考された。ブロスのエンジンとフレームを利用した試作車などが日本へ持ち込まれるなど、新たなジャンルのオートバイを作るという根強い熱意が功を奏し、ドイツ、アメリカ、日本の三国によるコンペティション形式で開発はスタートした。

## 車両解説

### デザイン
開発段階で注力されたデザイン面は、絶対性能を実現するための無機質で機械的なデザインではなく、どこか有機的で動物を連想させるようなイメージを採用した。
これまでの大型スーパースポーツマシンでは定番であったフルカウリングは採用せず、あえてエンジンやフレームを露出させるハーフカウルを採用することにより、視覚的にその気にさせるような演出が施された。
三国のコンペティションでは、各国により志向が異なった。ヨーロッパ研究所の案は、エンジンを見せるためにパイプフレーム、片持ちスイングアーム、左右で高さの異なるサイレンサーなどを取り入れ、性能よりスタイリングや所有感を重視した。それに対しアメリカ側の案は、高い剛性を実現するための太いツインスパーフレームを取り入れたデザインで、あくまでも走行性能を主張する案であった。日本側の案は、エンジンの鼓動感と軽快さを求めたものだった。各国で設計思想は異なる、意欲的なマシンとして開発は進められた。

### エンジン
初期段階にて決定されたスタイリングやフレームの概要をふまえ、「1000 ccで100馬力」という出力目標をどのように達成するか、という議論へと開発は移っていった。
高回転でのパンチや吹け上がりの軽快さを実現するためには、バランサーによって一次振動を抑える方法では小型軽量化が難しく、位相クランクで振動を打ち消す場合ではクランクピンが2本になり、ウェブが3枚になるなど重量増が避けられなかった。そのため、理論上一次振動がなく、2本のコンロッドをクランクピン1本で支持するバンク角90度のV型2気筒エンジンが採用された。
当初はラジエーターはエンジンの前方に収められ、スイングアームはピボットでフレームと接続されるものとして開発は進められていたが、これらの仕様を規定されたフレームに搭載することでは200 km/hを超える速度で走行するオートバイとしては致命的にフロント加重が少ないことが判明した。設計図上でエンジンを限界まで前方に搭載して、それでも走行安定性を得られる規準となる数値とは80 mm程度の乖離が存在していた。そのため、フロント加重を増やす目的でエンジンをさらに前方に搭載するために、ラジエーターをエンジン前方に設置せず、レーサーNR500でも採用されていた、ラジエーターを分割してサイドに配置するサイドラジエター方式を採用。フレームより高い剛性を持つエンジンのカウンターシャフト周辺とスイングアームを接続することにより、後輪からヘッドパイプに伝わる駆動力を減少させ高速安定性を得るピボットレスフレームといった市販車に初めて投入される意欲的な技術が用いられた。スイングアームを延長し、ホイールベースの延長によって直進安定性を確保するのではこれまでのVツインマシンの固定観念を打ち破るスポーツ性能を実現できずにツアラーになってしまう、という声を受けての判断であった。

### 車体構成
以上のような構成の結果、前後重バランスは47:53と及第点を達成し、振動を低く抑えたままコンパクトな車体構成を実現した。
しかし、通常の機種にあるエンジン後方の空間をガソリンタンクに使用することができないだけでなく、エンジン上部にはエアクリーナーボックスを配置せざるを得ないため、初期モデルはタンク容量が16 Lと、同クラスの車両と比較して少ない容量となった。また、カウルの内気圧を利用して冷却を行なうサイドラジエターはネイキッド仕様車の製作を難しくしてしまった。
まれにL型2気筒エンジンを搭載するドゥカティ製のバイクと比較対照されることがあるが、この2機種は全く異なるものであり共通点は排気量の類似性ほどしかない。両者とも大排気量のエンジンをいかにして効率よく搭載するかを熟考して構成を導き出している。特に基本となるエンジンをVツインとするかLツインとするかは全く違った個性となって表れ、ドカティ側はコンパクト化を空冷（VTR1000F発売当時、現行機種では水冷もあり）、低重心、エンジン全高の低下をデスモドロミック、エンジン前後長の調整をLツインとすることで構成を可能としている。LツインはVツインに対してコンパクトにできる反面セッティングの難しさと両シリンダーの非対称環境がスムーズさを多少損なわせている。

## モデル一覧

### 前期型

#### 1997年仕様

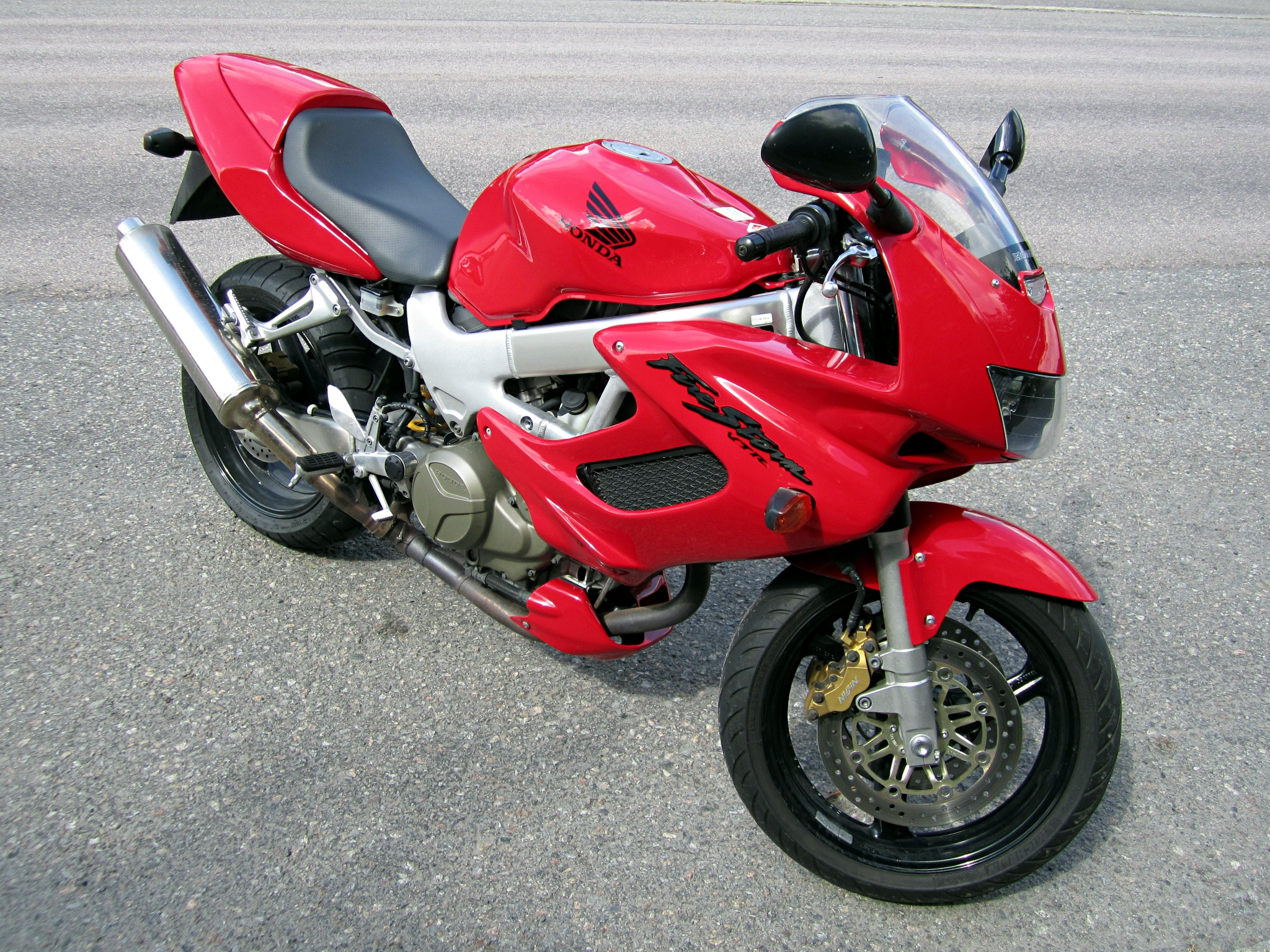
国内仕様前期型

4ストローク・90度V型2気筒・996 ccエンジンをトラス風のセクションを持つアルミピボットレスフレームに搭載してデビュー。クランクケース後端にスイングアームをマウント、ピボット部を持たない車体構成や、ラジエターを車体側面に配置した「サイドラジエター」など、さまざまな技術的トライもなされていた。98 mmというエンジンのボアは当時のホンダ車最大で、用いられたキャブも⌀48という、CVキャブとしては最大径のものだった。
デザインは、日本・アメリカ・ヨーロッパのホンダによるデザインコンペが行われ、3度のコンペを経てまとめられたものである。1月から欧州・北米に輸出が始まっていたが、4月からは「ファイアーストーム」として国内市販も開始された。
パワーは輸出仕様が110 PS / 9000 rpm、日本仕様が93 PS / 8500 rpm。両者の差異はイグナイター、カムプロフィール、インシュレーター、マフラー口径、チェーンサイズ、ファイナルギアなどである。
カラーバリエーション
- 日本
  - █イタリアンレッド
  - █ブーンシルバーメタリック
- 欧州
  - █イタリアンレッド
  - █パールフラッシュイエロー
  - █ブラック

#### 1998年仕様
カラーリング変更が行われた。国内向けに輸出専用色に近いパールシャイニングイエローが登場した。イタリアンレッドは廃止され、シルバーも明るいフォースシルバーメタリックに変更された。同時に、フレーム側面にバフ仕上げを施し、フロントフォークのトップキャップをブルーのアルマイト仕上げとし、チェーンもゴールドチェーンを標準装備するなど、各部の質感が高められている。欧州仕様は車体色に国内と同じシルバーが追加され、計4色となっている。
カラーバリエーション
- 国内
  - █パールシャイニングイエロー
  - █フォースシルバーメタリック
- 欧州
  - █イタリアンレッド
  - █パールフラッシュイエロー
  - █フォースシルバーメタリック
  - █ブラック

#### 1999年仕様
欧州仕様のカラーリングを変更。イタリアンレッドとフォースシルバーメタリックの代わりに、
新たにパールライブリーオレンジとミディブルーメタリックが登場。計4色のラインアップとなる。
国内仕様は継続販売で、変更はない。
カラーバリエーション
- 日本
  - █パールシャイニングイエロー
  - █フォースシルバーメタリック
- 欧州
  - █パールライブリーオレンジ
  - █ミディブルーメタリック
  - █パールフラッシュイエロー
  - █ブラック

#### 2000年仕様
欧州仕様に若干の変更。スクリーン前端部の、防眩用のブラック仕上げの部分がグラデーションとなったほか、前後ホイールの塗色をシルバーに変更、カラーリングは、前年登場したオレンジとブルーがなくなり、新たにブルーとグリーンの中間のようなヘレスブルーメタリックが登場したほか、前年に廃止されたイタリアンレッドが復活。継続色はパールフラッシュイエローのみで、全3色のカラーとなった。日本仕様は継続販売で、変更はない。
カラーバリエーション
- 日本
  - █パールシャイニングイエロー
  - █フォースシルバーメタリック
- 欧州
  - █ヘレスブルーメタリック
  - █イタリアンレッド
  - █パールフラッシュイエロー

### 後期型

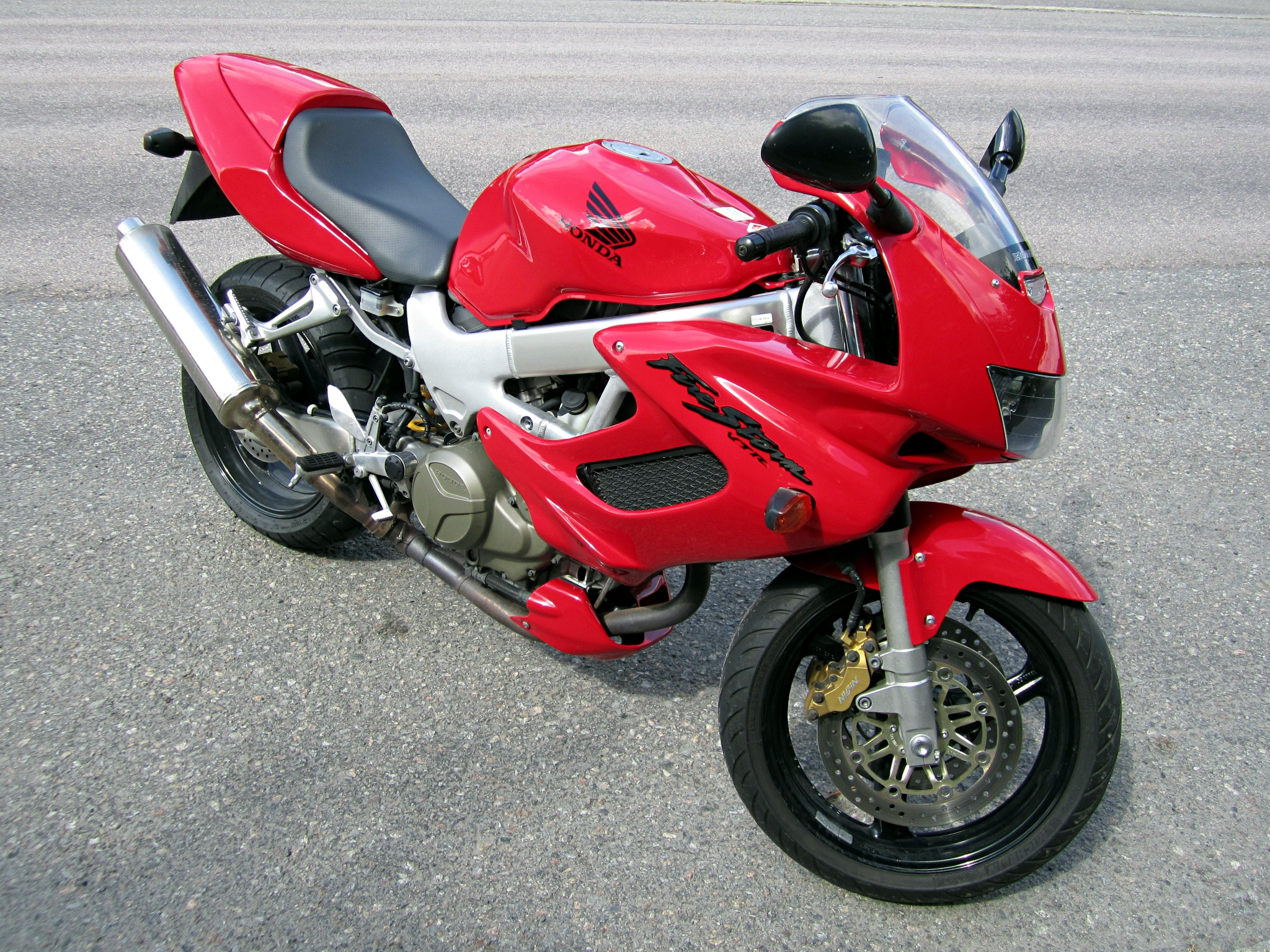
輸出仕様後期型

#### 2001年仕様
登場以来初めてとなる、大幅なマイナーチェンジが敢行された。燃料タンクを大型化し、2 Lアップの18リットル（輸出仕様では19 Lと表記されている）としたほか、フロントフォークのダンパーのセッティング変更（ややソフトな味付けとなった）が施され、ハンドルは垂れ角で7度、グリップ位置計測で16 mm（欧州仕様での発表値は実測で15.6 mmとなっている）アップした。メーターデザインも一新し、デジタルトリップメーターや時計、燃料計、ハザードランプなどの機能を追加。盗難抑止効果の高いイモビライザーシステム「H･I･S･S」も標準装備（日本仕様では初）するなど、全体的にツーリングスポーツとしての機能を充実させた。
これはツーリングで手首が痛くなる、燃料タンクが小さい、といった、従来型に対するユーザーの不満の声に応えたものである。スタイリングは基本的に同一だが、リヤカウル両側面の「V2 90°DOHC」ステッカーが廃止され、タンク上にあった「FireStorm」ステッカーはホンダのウイングマークに改められ、フロントカウルサイドの「VTR」のロゴが「FireStorm」となっている。また、ステッカーの材質が光沢のあるアルミ箔から樹脂に変更されている。そして、この型から、前後のウインカーが小型化されている。
エンジンはユーロ2などの排ガス規制に対応するため、エアインジェクションシステム（二次空気導入装置）を採用。新たにシリンダーヘッド部にエア導入のためのチャンバーが設けられた。これにより、輸出仕様のパワーは110 PSから106 PSとなった。日本仕様は93 PSのままで同じとなっている。輸出仕様と日本仕様の差はスペックのほか、装備が若干異なり、日本仕様には、新採用のものも含め、いくつかの専用装備が採用されている。ボディカラーは日本仕様がイタリアンレッドの1色のみ。輸出仕様はイタリアンレッドに加え、パールフラッシュイエロー、ラピスブルーメタリックの3色となった。
カラーバリエーション
- 日本
  - █イタリアンレッド
- 欧州
  - █イタリアンレッド
  - █ラピスブルーメタリック
  - █パールフラッシュイエロー

#### 2002年仕様
欧州仕様のカラーリングを変更。紺色に近かったラピスブルーメタリックが、明るい色調のキャンディタヒチアンブルーに変更された。日本仕様は継続販売で、特に変更点はない。
カラーバリエーション
- 日本
  - █イタリアンレッド
- 欧州
  - █イタリアンレッド
  - █キャンディタヒチアンブルー
  - █パールフラッシュイエロー

#### 2003年仕様
欧州、日本仕様ともカラーリングを変更。パールフラッシュイエローが廃止され、代わりにつや消し塗装のマットガンパウダーメタリックが登場した。日本仕様はイタリアンレッドの代わりにキャンディタヒチアンブルーが採用された。また、この年からエンジン左右のケースカバーがマグネシウム風のゴールド仕上げとなっている。欧州、日本仕様ともに、諸元に変更はない。
カラーバリエーション
- 日本
  - █キャンディタヒチアンブルー

- - █マットガンパウダーブラックメタリック（MH436M）

- 欧州
  - █イタリアンレッド
  - █キャンディタヒチアンブルー
  - █マットガンパウダーメタリック（MH436）

事実上の日本最終モデルとなる限定車「SPECIAL EDITION」がホンダモーターサイクルジャパンから登場。ボディカラーは輸出仕様と同様のつや消しブラック（ただしこちらは「マットガンパウダーブラックメタリック」と表記している）を採用、独特の色合いが特徴の「アノダイズドチタンサイレンサー」を採用した、モリワキエンジニアリング製のフルエキゾーストシステムを装備しての発売だった。
発売台数は限定100台、価格は100万円だった。

#### 2004年仕様
輸出専用車として生産・販売を継続。
欧州仕様車に変更はない。
カラーバリエーション
- █イタリアンレッド
- █キャンディタヒチアンブルー
- █マットガンパウダーメタリック

#### 2005年仕様
最後のマイナーチェンジが行われた。フロントフォークのボトムケースのカラーが、シルバーからクランクケース同様のマグネシウム風のものとなり、
ブレーキ、およびクラッチのマスターシリンダーがリザーバータンク一体型のものに変更され、若干のコストダウンが図られた。クラッチ、マスターのシリンダー径は従来通り。更なる排ガス規制に対応するためサイレンサーに触媒コンバータを追加。
カラーリングはキャンディタヒチアンブルーがライナップから廃止されている。
カラーバリエーション
- █イタリアンレッド
- █マットガンパウダーメタリック
- █チタニウムメタリック（北米仕向）

#### 2006年仕様
輸出専用車として生産・販売を継続。欧州仕様車の黒系色マットガンパウダーメタリックから艶のあるグラファイトブラックへカラー変更。事実上の最終モデルとなる。
カラーバリエーション
- █イタリアンレッド
- █グラファイトブラック

#### 2007年仕様
2006年仕様の継続販売による最終モデル。2006年モデルから内容、カラーバリエーション、ともに変更はない。ヨーロッパで排ガス規制・ユーロ3が実施されたことに伴い、規制に適合しないVTR1000Fは、2008年モデルからカタログラインナップ落ちし、10年間にわたる生産を終了した。
カラーバリエーション
- █イタリアンレッド
- █グラファイトブラック

## 参考画像

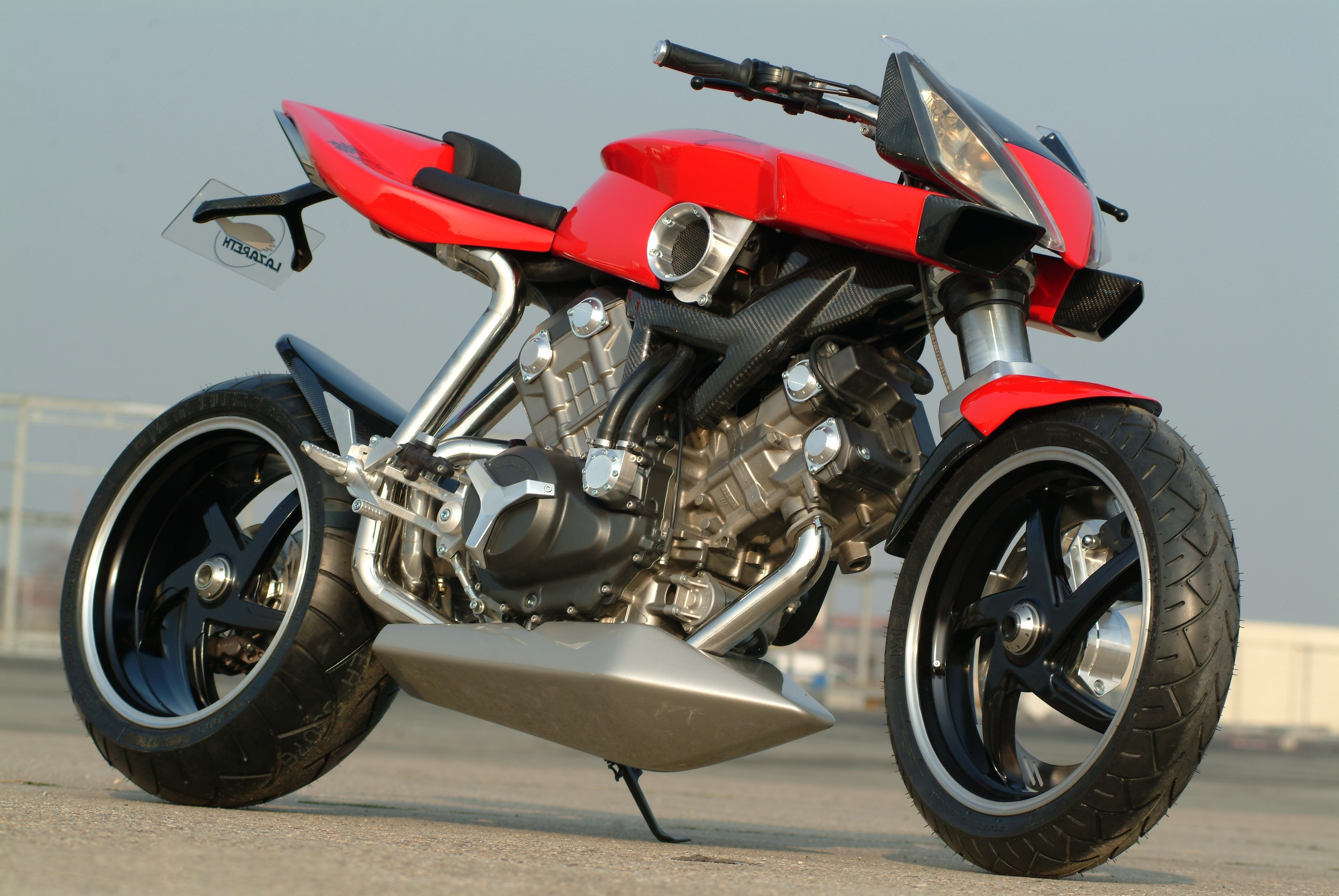
VTR1000Fのエンジンを流用し製作された[誰によって?]コンセプトモデル。
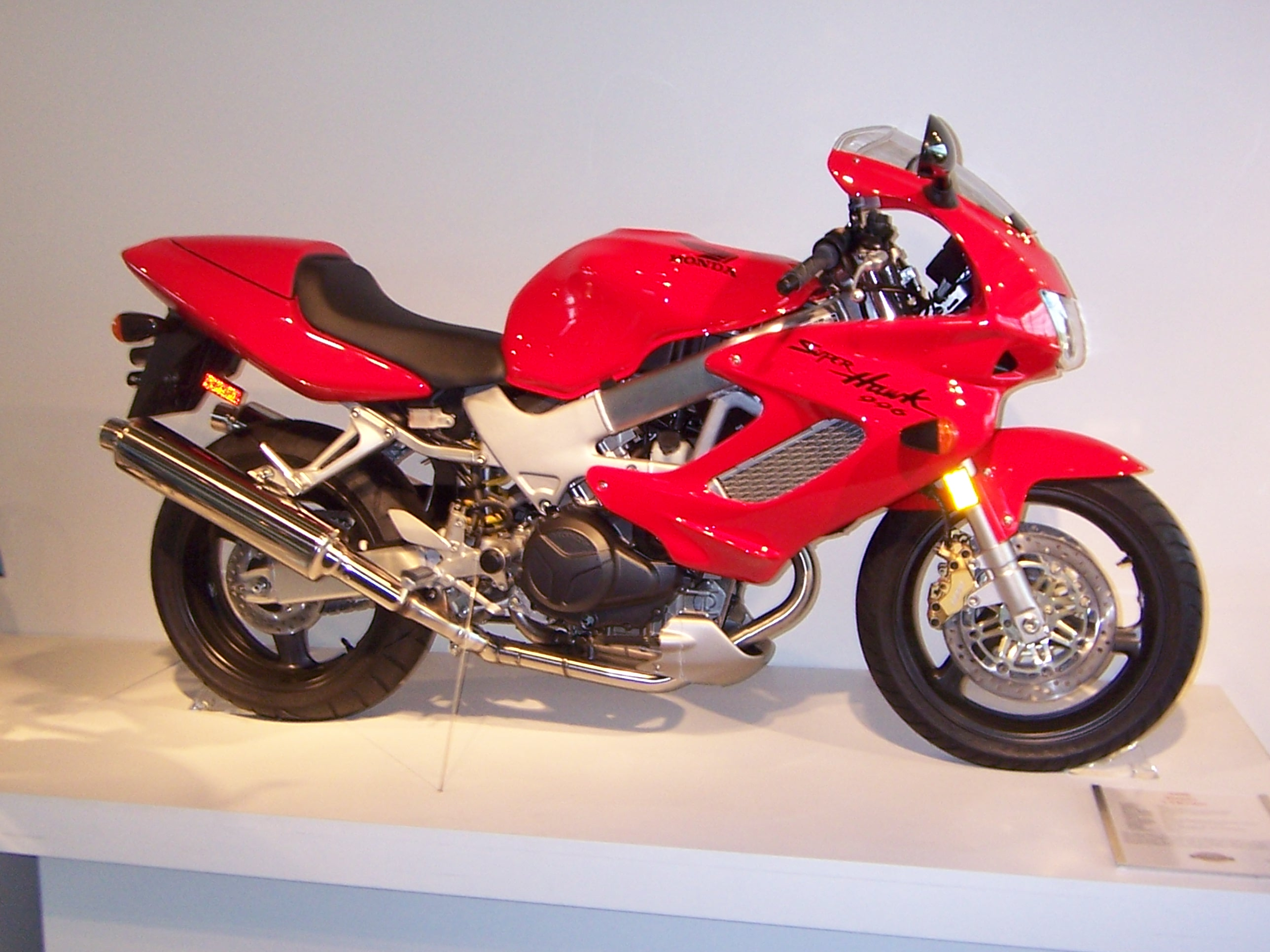
カウルにSuper Hawkの名が印字されたモデル。